# من هستم (فیلم مستند ۲۰۱۰)
من هستم (انگلیسی: I Am) یک فیلم مستند آمریکایی محصول سال ۲۰۱۰ به نویسندگی، کارگردانی و روایت تام شادیاک است. این فیلم این سؤال را مطرح می‌کند: «جهان چه مشکلی دارد و ما چه کنیم؟» و سفر شخصی شادیاک پس از یک تصادف دوچرخه‌سواری در سال ۲۰۰۷ را بررسی می‌کند که او را به پاسخ‌های «طبیعت بشریت» برساند. «اعتیاد روزافزون جهان به مادی گرایی»، و «ارتباطات انسانی». فیلم که با شادیاک و یک تیم چهار نفره گرفته شده‌است، این فیلم به شدت با برجسته‌ترین آثار کمدی کارگردان، مانند ایس ونچورا: کارآگاه حیوانات، دروغگو دروغگو، و بروس قدرتمند، که همگی با جیم کری، بازیگر کمدی کانادایی همکاری داشته، در تضاد است.

## بازخوردها
در سایت راتن تومیتوز، این فیلم بر اساس ۴۷ نقد، با میانگین امتیاز ۵٫۱ از ۱۰، ۳۶ درصد محبوبیت دارد. فیلم در متاکریتیک بر اساس ۱۸ منتقد، امتیاز ۳۸ از ۱۰۰ را به دست آورده‌است که نشان‌دهنده «بررسی‌های عموماً نامطلوب» است.